# O Sweet Saint Martin's Land
O Sweet Saint Martin's Land è un canto scritto e musicato da Gerard Kemps, inno nazionale di Saint-Martin e Sint Maarten, i rispettivi territori di Francia e Paesi Bassi presenti sull'omonima isola divisa tra i due Stati.

## Creazione
Gerard Kemps, dopo essere stato nominato sacerdote per la Chiesa cattolica di Saint-Martin francese nel 1954, si sentì in dovere di comporre testi e melodie per cantare la dolcezza, la grazia e la bellezza della terra davanti ai suoi occhi.
Nel 1958, Kemps scrisse l'inno O Sweet Saint Martin's Land. A causa del messaggio trasmesso dai testi e della melodia, fu considerata adatta per diventare una canzone nazionale.
Nel 1984, in occasione del compleanno della regina Beatrice dei Paesi Bassi, padre Kemps fu nominato cavaliere dell'Ordine di Orange-Nassau

## Audio
Un 45 giri, stampato nei Paesi Bassi, è stato pubblicato da padre Kemps e dal coro della chiesa cattolica del Marigot.

## Testo
| Testo originale | Testo originale | Traduzione in italiano dall'inglese |
| Inglese | Francese | Traduzione in italiano dall'inglese |
| Where over the world, say where, You find an island there, So lovely small with nations free With people French and Dutch Though talking English much, As thee Saint Martin in the sea ? Chorus : O sweet Saint Martin's Land So bright by beach and strand With sailors on the sea and harbors free Where the chains of mountains green Variously in sunlight sheen Oh I love thy Paradise, Nature beauty fairly nice (twice)'' How pretty between all green Flamboyants beaming gleam Of flowers red by sunlight set Thy cows and sheep and goats In meadows or on the roads Thy donkeys keen I can't forget Thy useful birds in white Their morn and evening flight Like aircraft-wings in unity Their coming down for food Then turning back to roost Bring home to me their harmony Saint Martin I like thy name In which Columbus fame And memories of old are closed For me a great delight Thy Southern Cross the night May God the Lord protect thy coast! | Trouvez-moi une perle si chère, comme l'île Saint-Martin en mer, chaîne de mornes et vallées; riche de plages bien dorées qui donnent la paix, donnent le repos dans ses mornes et toutes ses eaux. Chœur (refrain) : Saint-Martin, Saint-Martin, Si jolie en tous ses coins. (bis) Quel charme ses flamboyants, leur fleurs un enchantement, tout un bouquet de flammes vives. Quand le soleil ici arrive, donnant splendeur, montrant beauté, Quel éclat de tous cotés. Sa cime "le Pic Paradis", ravit les touristes ici, d'où sa verdure fait merveille; un panorama sans pareil, voyant les plaines, voyant la mer, colorées en bleu et vert. Le vol de ses pélicans, gracieux et si élégants quand ils plannent haut en l'air, quand ils plongent dans la mer; Dites-moi l'endroit, où on les voit, lorsqu'ils fondent sur leur proies Son nom toujours Saint-Martin rest'ra dans l'histoire sans fin, Christophe Colomb l'a découverte, lui a donné son nom si cher, Dieu protecteur, Dieu de bonté, garde-la bien en prospérité! | Dove potresti trovare, dimmi dove, Un'isola qui nel mondo Così amorevolmente piccola con nazioni libere Con persone francesi e olandesi che tuttavia parlano poco inglese, Come te nel mare, Saint Martin? Ritornello : O dolce terra di Saint Martin Così luminosa per le spiagge e le riviere Con marinai sul mare e i porti liberi Dove le catene delle montagne verdi Splendono in modo vario alla luce del sole Oh, io amo il tuo Paradiso, La bellissima bellezza della natura (due volte)'' Non posso dimenticare Come sei bella tra tutti i verdi Flamboyant splendendti e radiosi Con i fiori illuminati dal sole Le tue mucche e pecore e capre Nei prati o sulle strade E i tuoi asini diligenti I tuoi utili uccelli bianchi Il loro volo al mattino e alla sera Come ali di aerei uniti Il loro scendere per il cibo Per poi tornare al trespolo Portando la loro armonia a casa da me Saint Martin, mi piace il tuo nome In cui sono racchiuse la fama di Colombo E le memorie antiche. Per me è una grande delizia La tua Croce del Sud nella notte Che il Signore Iddio protegga la tua costa! |